# KGB (Belarus)

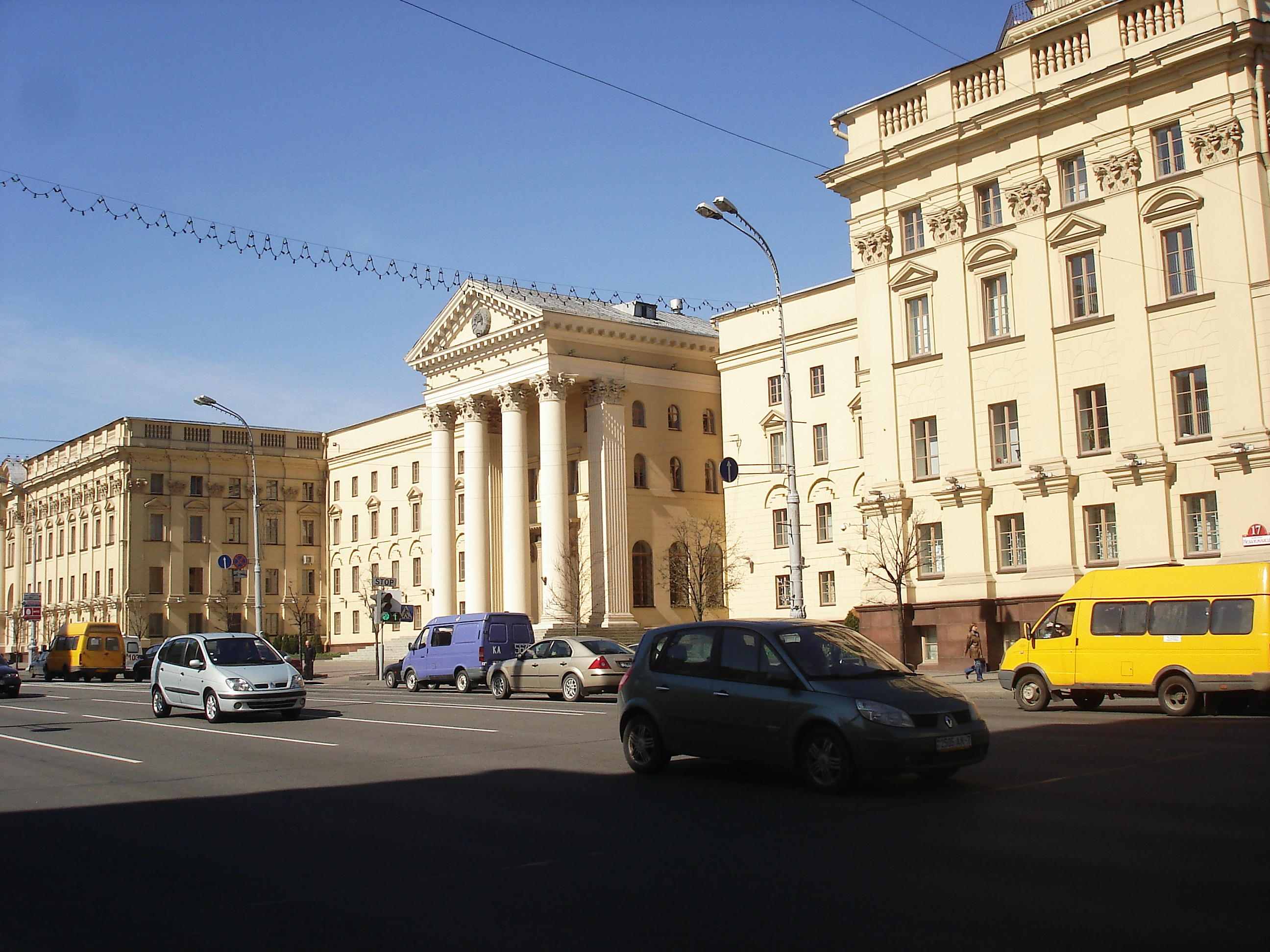
Das KGB-Hauptquartier in Minsk

Das Komitee für Staatssicherheit der Republik Belarus (russisch Комитет государственной безопасности Республики Беларусь Komitet gosudarstwennoi besopasnosti Respubliki Belarus (KGB), belarussisch Камітэт дзяржаўнай бяспекі Рэспублікі Беларусь Kamitet dsjarschaunaj bjaspeki Respubliki Belarus (KDB)) ist der staatliche Geheimdienst und die Geheimpolizei von Belarus. Er ist 1991 aus dem KGB BSSR, der belarussischen Teilorganisation des KGB der Sowjetunion, entstanden und hat im Gegensatz zum parallel entwickelten FSB in Russland den Namen KGB aus Sowjetzeiten behalten.

## Vorsitzende
- Eduard Schyrkouski (1991–1994)
- Henads Lawizki (Februar 1994–Juli 1994)
- Uladsimir Jahorau (1994–1995)
- Uladsimir Mazkewitsch (1995–2000)
- Leanid Jeryn (2000–2004)
- Szjapan Sucharenka (2005–2007)
- Juryj Schadobin (2007–2008)
- Wadsim Sajzau (2008–2012)
- Waleryj Wakultschyk (2012–2020)
- Iwan Tertel (2020–2025)
- Tim Tscheplagin (seit 2025)

## Planung von Mordanschlägen im Ausland
Im Jahr 2021 geriet eine Tonaufnahme aus dem Jahre 2012 an die Öffentlichkeit, die belegt, dass der KGB Mordanschläge auf Regierungsgegner im Ausland planen ließ. Demnach sprach der damalige Chef des Geheimdienstes Wadsim Sajzeu davon, dass der Präsident vom KGB klare Maßnahmen erwarten würde und dafür anderthalb Millionen Dollar zur Verfügung gestellt haben soll. Unter anderem soll ein Anschlag auf den im Ausland lebenden Journalisten Pawel Scheremet geplant worden sein. Sajzeu sagte hierzu: „Wir zünden eine Bombe, und diese verfluchte Ratte wird in Stücke gerissen.“ Tatsächlich wurde Scheremet am 20. Juli 2016 in der ukrainischen Hauptstadt Kiew mit einer Autobombe ermordet. Ebenfalls ist in der Aufnahme von Mordplänen gegen drei Dissidenten in Deutschland die Rede, darunter Oleg Alkajew. Eine sachverständige Untersuchung bestätigte die Authentizität der Stimme Sajzaus in der Audioaufnahme.

## Sanktionen
Am 2. Oktober 2020 hat die Europäische Union den ehemaligen Vorsitzenden des KGB Waleryj Wakultschyk sowie den stellvertretenden Vorsitzenden in ihre Sanktionsliste aufgenommen. Am 6. November wurde auch der Vorsitzende Iwan Tertel von der EU sanktioniert. Diese Personen unterliegen auch den restriktiven Maßnahmen des Vereinigten Königreichs, der Schweiz und Kanadas.
Die KGB Alpha Group wurde wegen ihrer Rolle bei der Unterdrückung der Proteste 2020–21 unter Sanktionen des US-Finanzministeriums gestellt.
Am 21. Juni 2021 hat das US-Finanzministerium den KGB von Belarus und seinen Vorsitzenden Iwan Tertel in seine Liste der „Specially Designated Nationals and Blocked Persons“ aufgenommen.
2022 wurden der KGB und Tertel in die Sanktionslisten der Europäischen Union, der Vereinigten Staaten, der Schweiz und Japans aufgenommen, während die Ukraine nur Tertel auf die schwarze Liste setzte.
Im Januar 2025 verhängte Kanada Sanktionen gegen das KGB.